# 普宁历史

## 秦汉至明清
普宁的行政区域在这一时期并未出现，没有形成一个完整的地域概念。

## 明清

### 建城
明朝嘉靖年间，随着人口增加和土地开发，潮州府潮阳县西境洋乌、𣴛水、黄坑三都日渐殷实富足，但三都离县城一百七十余里，“势难遥制, 重以山寇屡扰”，巡按陈联芳、总督张臬等疏言“宜割三都设县治, 以便统驭, 取名曰普宁”。嘉靖四十二年正月丁未（1563年2月20日）明朝廷批准析潮阳县西境洋乌、𣴛水、黄坑三都地域取“普遍宁谧”之意首建置普宁县。

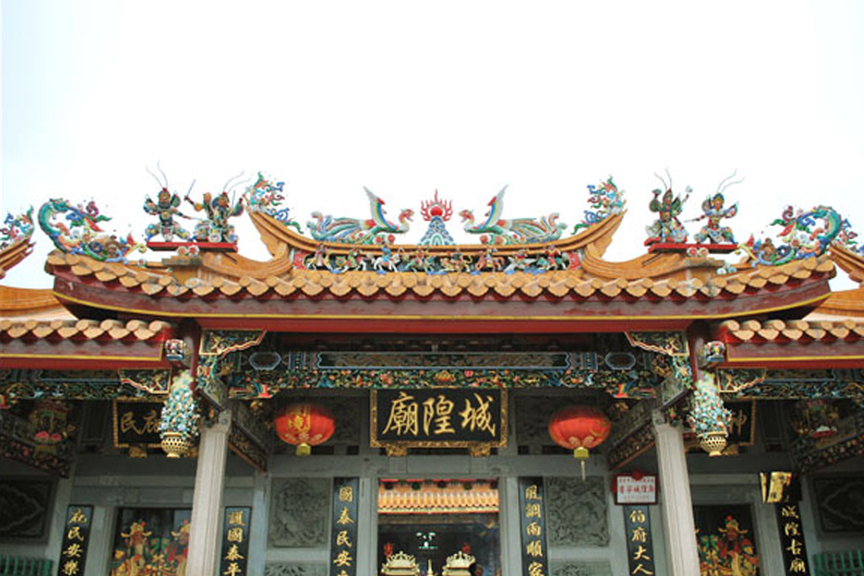
始建于明代的普宁城隍庙

嘉靖四十四年（1565年）普宁首任知县赵钺到任，县衙初置于𣴛水都贵屿村，并拢墙为城，作为临时城郭，辟进贤门、水门等六个城门，是为“贵屿城”。但因建县后“徭役供乞等项”陡增，朝廷缺乏对新县治的后续财政支援，县治城池迟迟未能修筑。隆庆六年（1572 年），巡按广东御史杨一桂疏请朝廷“捐内帑四五万金”解决普宁等新县经费, 但得到“修城不用帑金”的批示 。隆庆年间，时人倡移普宁县治于海宁故城千秋镇（今葵潭），未遂。万历三年（1575 年） , 方李七姓呈请移县治于黄坑都厚屿地区，并表示“愿捨二家地为县址”，“割居地立衙宇”，囿于经费，知县刘钝放弃了营建𣴛水都贵屿的临时县治，于厚屿营建城垣，因地处洪山之南，故又称“洪阳城”。万历十三年（1585 年），潮州知府郭子章就厚屿新城池“遇水潦则泛溢成巨浸”，采纳了“厚屿当迁”之议, 并选定西北的安仁村（今梅塘东北）为县治新址，并由阮以临主持开工营建，因建城处“平衍高阜”，史称“大埔城”，但终未建成。万历十四年（1586年）县治迁于黄坑都厚屿村洪阳城垣。

### 明清

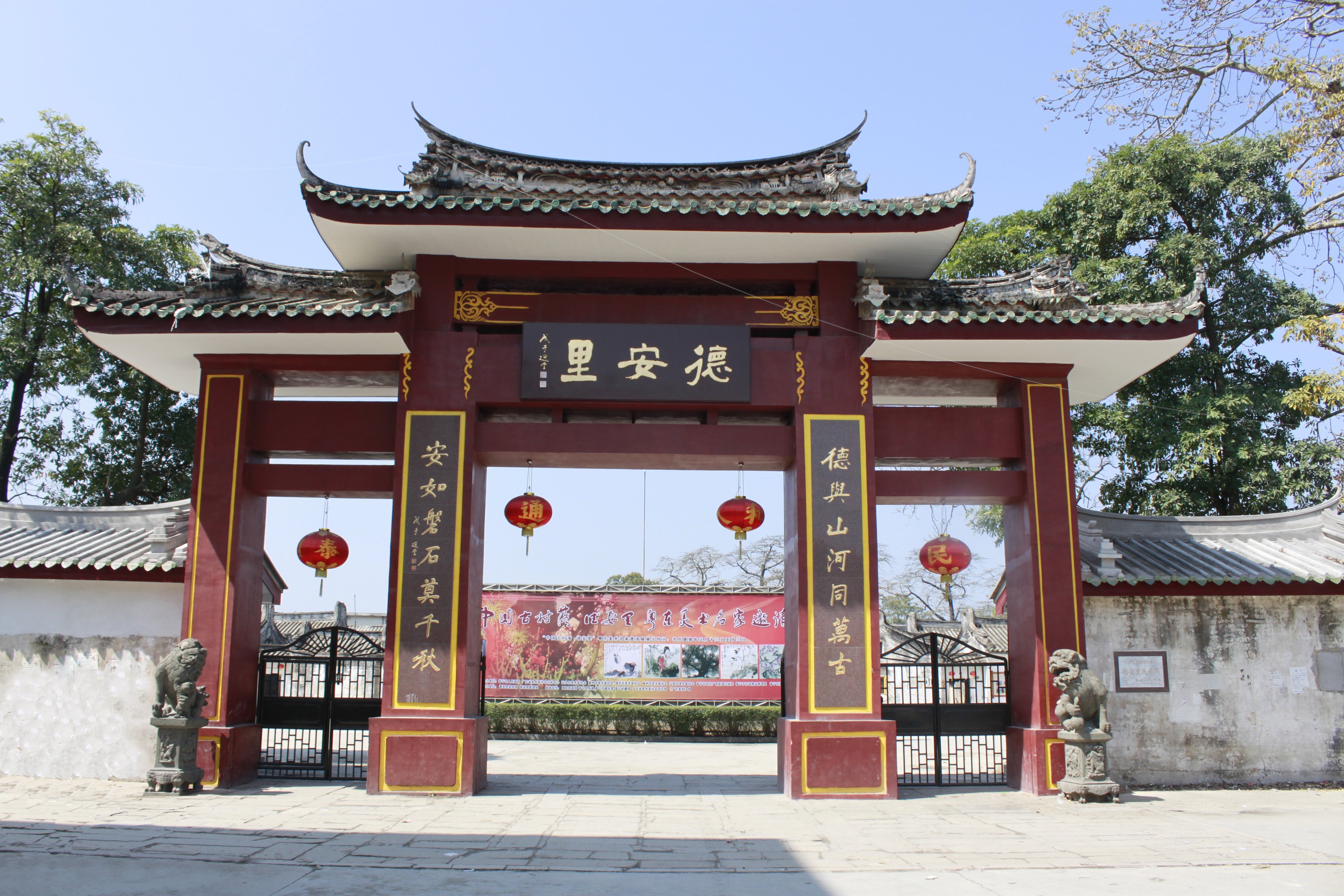
位于清代普宁城东的广东水师提督府第德安里正门

明嘉靖四十三年（1564年）三月，两万倭寇犯境，总兵俞大猷统领六万官兵于𣴛水神山沟（今军埠镇）重创之。万历十年洋乌、𣴛水两都划归潮阳，时普宁县仅有黄坑一都。明崇祯十六年（1643年）十二月，普宁城郊村寨为朱晚等一众所占，时任普宁知县朱统鎙率兵出战，终战死，官兵退入城固守。顺治五年（1648） 清首任知县周一元到任后，普宁城遭黄鼎集结贵山都后山村李芳等众夜袭，并自此被其占据三年。顺治十二年，郑成功部将林胜夜取普宁城，并拆毁城池官署以峻揭阳城，翌年正月平南王尚可喜遣刘伯禄、徐有功克普宁城，清廷再治。
清康熙十三年（1674）四月二十二日，潮州镇总兵刘进忠反清并派部将刘斌占据普宁城，受靖南王耿精忠印。同年七月，平南王尚可喜命其子之孝率兵讨刘进忠，进踞普宁以包围潮州，刘进忠遂改投南明延平郡王，郑经即出兵以援刘进忠，使得次年尚之孝败走普宁，并很快被迫退守惠州，普宁再为明郑所控制，奉南明永历年号。康熙十六年六月刘进忠降清，普宁城方又归清廷统治。
雍正十年又割潮阳县𣴛水一都、贵山都一半共五图，洋乌都尾段一图给普宁。咸丰四年（1854年）天地会陈娘康于石港山起事攻打潮阳城，五月北山许阿梅亦举事，并于六月十六日和二十二日至七月十五日两次围攻普宁县城，十一月在大坝圩打败潮州知府蒋立言官军，蒋立言败后自劾解任。咸丰六年（1856年），方耀于普宁城募集乡勇千余人，于同治二年（1863年）击败大成国兴王陈金缸，初显声名，此后方耀家族影响普宁乃至潮汕历史将近一个世纪。

### 军阀混战
1911年10月，革命军于武昌发动首义，同盟会方次石（普宁早期赴日留学生）于普宁起兵响应。1911年11月，同盟会员刘任臣率先领军入普宁城，但时潮汕各革命军互不统辖，造成“潮汕十三司令称雄”的军阀割据局面，而方芝庭则被县绅拥护掌理县政。十余天后，方次石以潮汕军政府名义另委赵涤云为民政长，但其到任后处处受官绅掣肘，被迫弃职。1912年4月，粤省副都督陈炯明派亲信陈觉民来任民政长（后改称知事），并大肆砍伐樟木，致使全普今日仅余一樟。1917年11月19日至22日，南军（广东护法军政府大元帅孙中山东征军）刘志陆部600人与北军（北洋政府段棋瑞对南方用兵）莫擎宇部1000多人在普宁城外的乌犁、鸣岗接战。

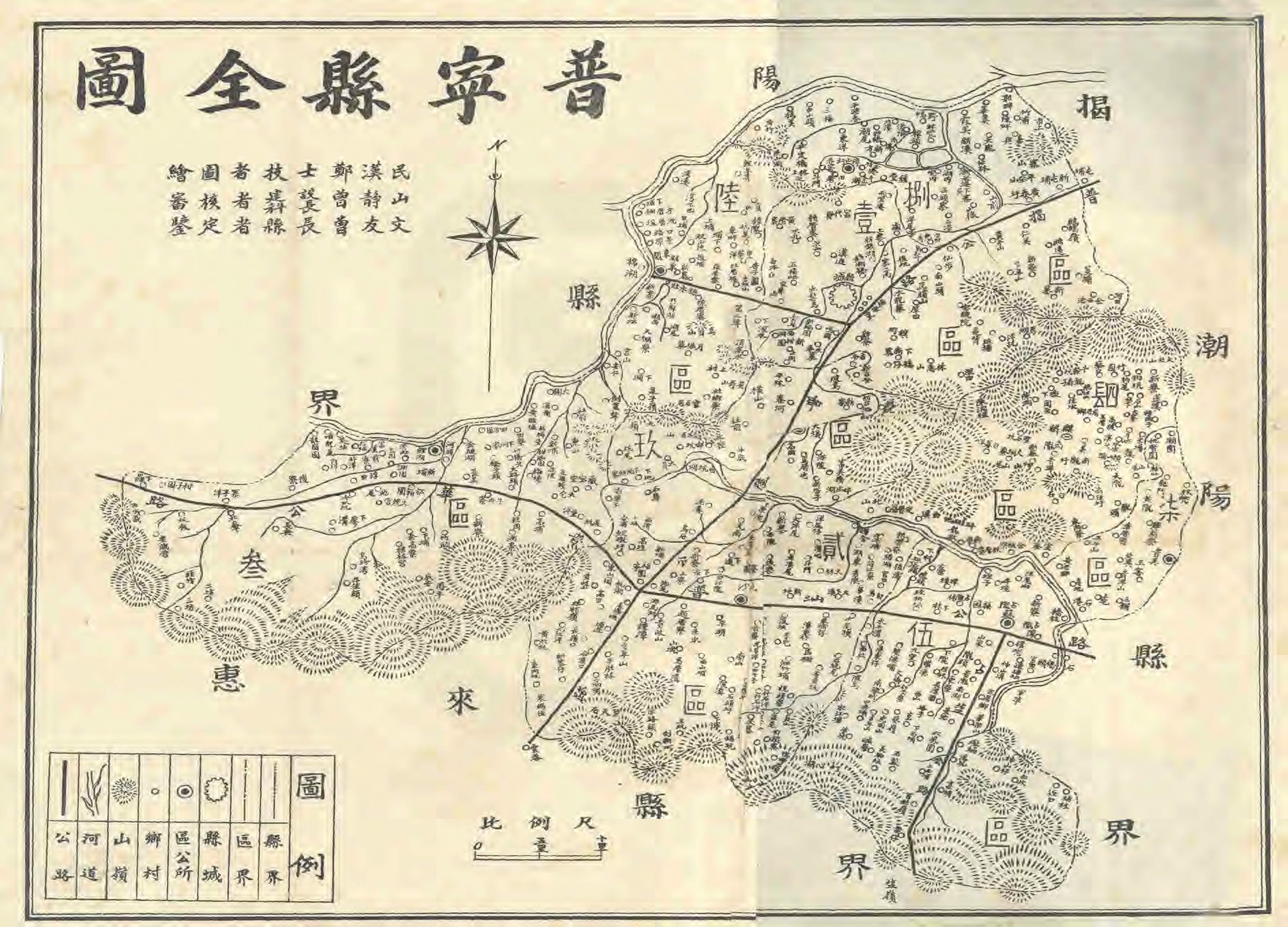
1934年实施区域自治的普宁县域

1921年4月，广东省颁令实行民选县长和选举县议会议员。8月4日开票，张五云以1500多票胜许雪夫的900多票当选普宁县长，并于12月1日莅职。1923年3月8日，李烈钧废民选县长，此后半年普宁政局动荡，4月至7月期间甚至每月一任县长。同年5月25日，普宁再次为陈炯明军所控制。1925年3月12日，蒋介石、何应钦、周恩来领导的国民革命军东征军黄埔军校教导第二团，在普宁城西的里湖打败陈炯明部林虎劲旅。1925年11月2日，东征军由里湖经安仁抵普宁城，周恩来在县商民大会演讲，筹措军饷。同年，师长何应钦任方芝庭为普宁县长。

### 国共争持
1923年12月，普宁县农民协会筹备会在流沙前蔡陈家祠成立，并于1926年2月于普宁城北郊的培风塔下成立农民自由市，当年12月成立农民自卫军。同年，中国共产党与中国国民党相继在普宁成立支部。1925年与1926年，农军两次围攻普宁城，陈魁亚等在大坝九江陈氏祖祠成立了中国第一个由中国共产党领导、通过武装斗争而建立的县级革命政权，并发布讨蒋宣言。1926年5月5日，杨直流率部攻陷农民自由市驻地。

1927年10月，“八一”南昌起义军南撤抵达流沙（今市城区），并于3日在流沙基督教堂侧厅举行军事指挥部会议。当日，起义军第十一军第二十四师于钟潭遭遇第四军第十一师陈济棠部突袭，全军溃散。1928年，彭湃率工农革命军第四师第十一团抵普宁，建立了大南山革命根据地。同年2月13日，普宁县苏维埃政府在陂沟村振声国民小学成立。1930年，中共东江特委机关从丰顺八乡山移驻大南山，东江军委和东江苏维埃政府也先后移到大南山根据地，使之成为东江革命根据地的中心。1932年3月12日，陈济棠军（第一集团军）独立二师张瑞贵部三个团兵力配合围剿大南山革命根据地。1935年5月底，中共东江特委书记李祟三被捕后叛变，中共东江特委组织机构至此停止活动。

### 抗战前后
1937年10月，普宁青年救亡同志会在流沙（今市城区）成立，并于次年1月15日改称普宁青年抗敌同志会。1939年6月21日，日军占领汕头市区，中华民国汕头市政厅宣布内迁至普宁里湖，汕头南洋华侨互助社、汕头一中等机构也相继迁入普宁。1944年冬至1945年春日军三次进犯普境，普宁城先后三次吿陷。3月13日，潮汕人民抗日游击队在普宁城东南的白暮洋成立，6月改称广东人民抗日游击队韩江纵队。5月7日，由于宏观战局的改变，侵普日军为巩固海防区，撤往海陆丰等地，普宁全境光复。7月24日，抗日民族统一战线代表会议在流沙基督教堂举行，流沙区抗日民主政府成立，为潮汕地区抗日时期第一个抗日民主政权。

抗战胜利两年后的1949年7月1日，普宁县人民政府于流沙（今市城区）成立，下辖南阳山特区人民政府及其他23个乡人民政府，8月27日被围困于普宁城的驻军与官员弃城北逃，解放军进入普宁城。10月，占据流沙（今市城区）的胡琏兵团撤回台湾，全境易帜，普宁县治随之南迁至今日市城区所在。

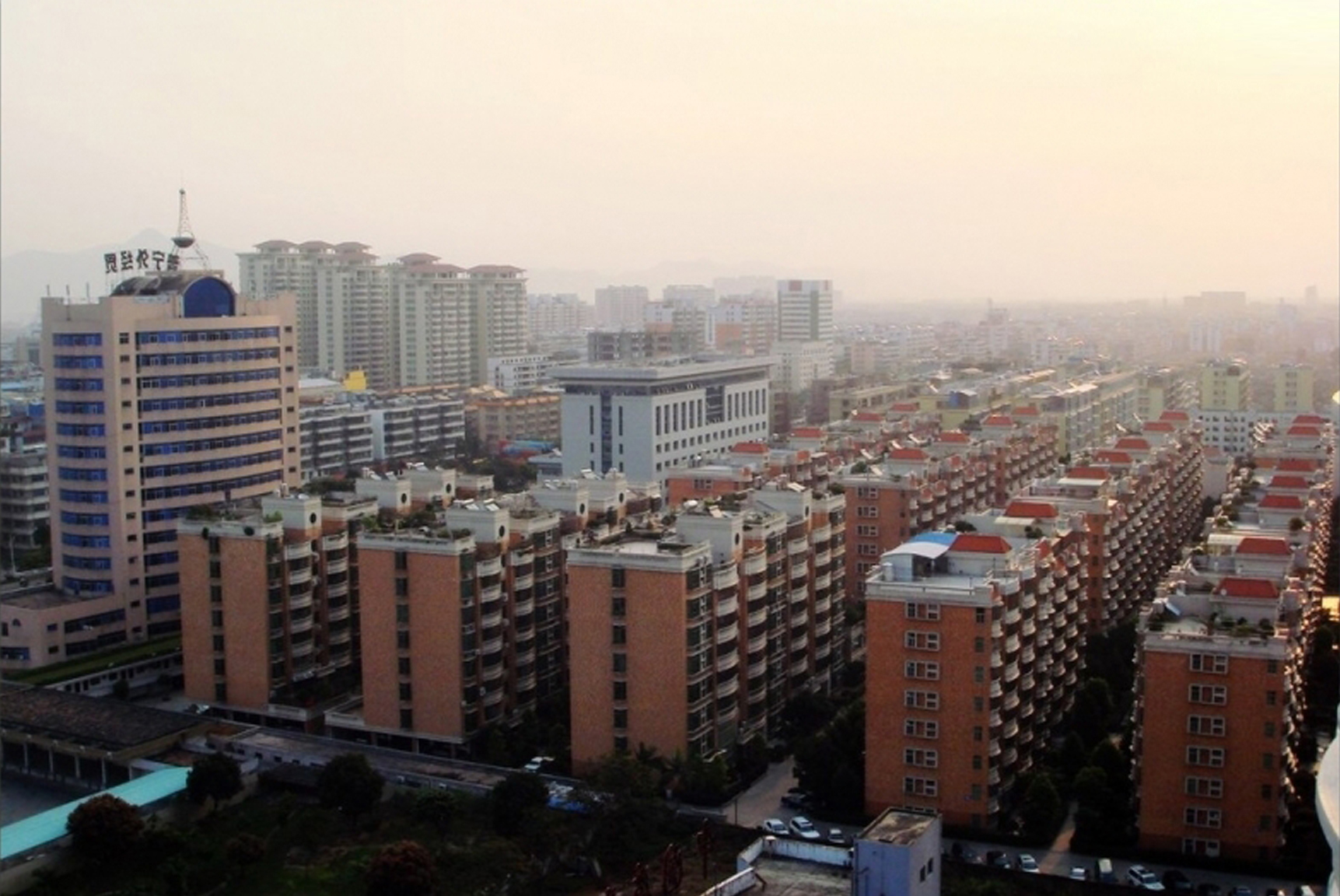
2011年初普宁老市区天际线

### 中华人民共和国时期
1950年政区调整，以原普宁县大部、惠来县第三区（梅林区）全区、陆丰县第三区（南塘区）大坪乡、原南山管理局锡坑乡及揭阳县九斗、乌石两村并为普宁县人民政府辖境。1957年6月，南阳山区发生退社与反退社的“葵坑事件”。1958年，潮阳县与普宁县交界的十余个村以及惠来县关门山以西地区先后并入普宁县，同年进入人民公社化时期。1961年将红旗（惠城）、红光（隆江）、红星（葵潭）、红江（鳌江）4个公社析出与自潮阳县析出的东红（靖海）公社复置惠来县。
  
1978年，主张改革的刘峰在调任普宁后大举推动家庭联产承包责任制改革，并在银行家庄世平的建议下借鉴香港等地的发展经验，从流通领域着手改革。1983年12月22日地市合并，普宁成为汕头市辖县。1990年至1991年计划对汕头、潮州两市进行行政区划调整工作，当时的普宁县城（今市城区）作为新置地级市市区的考察点之一，1991年12月7日国务院批复普宁划入新成立的揭阳市。1993年4月6日撤销普宁县设立普宁市，由广东省直辖，委揭阳市代管，同年8月27日挂牌。

20世纪90年代，普宁市陆续被赋予地级市经济管理权限。2000年末始，普宁市流沙经济发展公司等单位虚开增值税专用发票案以及普宁原市委书记丁伟斌受贿案相继曝光，牵连甚广，对当地经济及社会产生沉重打击。2011年7月27日，除广东省两度下放县级政府的管理权限外，普宁市经济管理权限扩大到外资管理领域。